# Diplocephalus culminicola
Diplocephalus culminicola là một loài nhện trong họ Linyphiidae.
Loài này thuộc chi Diplocephalus. Diplocephalus culminicola được Eugène Simon miêu tả năm 1884.